# 46-й гвардійський нічний бомбардувальний авіаційний полк (СРСР)
46-й гвардійський Таманський Червонопрапорний ордена Суворова 3-го ступеня нічний бомбардувальний авіаційний полк (46 гв. нбап), відомий також як «Нічні відьми» (нім. die Nachthexen, рос. Ночные ведьмы) — жіночий авіаційний полк у складі ВПС СРСР в роки Другої світової війни

## Історія створення і бойовий шлях
На підставі наказу НКО СРСР № 0099 від 08.10.41 року в жовтні того ж року почалось формування трьох жіночих авіаційних полків: 586-го винищувального, 587-го бомбардувального і 588-го нічного бомбардувального. Формування полку проводилось відповідно до штату № 015/186. Навчання новостворених полків проводилось у місті Енгельс.
До травня 1942 року формування і підготовка, в цілому, були завершені й 23 травня полк вилетів з Енгельса на фронт. З 27 травня полк увійшов до складу 218-ї нічної бомбардувальної авіаційної дивізії 4-ї повітряної армії Південного фронту. На озброєнні полку перебували літаки По-2.
Полк почав бойову роботу, завдаючи ударів по німецьких військах на півдні Донбасу в районі річки Міус, де розгорілася запекла битва за підступи до Кубані і Північного Кавказу. Перший бойовий виліт три екіпажі полку здійснили 8 червня 1942 року. При виконанні першого ж бойового завдання у полку з'явились перші втрати — від вибуху ворожого снаряду загинув один екіпаж: Л. Ольховська і В. Тарасова. Наступної ночі всі 20 екіпажів полку піднялись у повітря й здійснили перший масовий наліт на ворога.
В ході боїв удосконалювалася бойова виучка і льотна майстерність дівчат. Щоночі вони робили по декілька вильотів на бомбардування ворога, доводячи бойове навантаження до максимальної межі. До літа 1944 року екіпажі літали без парашутів, воліючи замість них брати з собою зайві 20 кілограмів бомб.
За успішні бойові дії при прориві сильної оборонної смуги «Блакитна лінія» на Таманському півострові полк отримав почесне найменування «Таманський». Наказом НКО СРСР № 64 від 8 лютого 1943 року полк був перетворений у 46-й гвардійський нічний бомбардувальний авіаційний полк.
При прориві оборони противника на річці Нарев поблизу Варшави за одну ніч полк здійснив 324 бойових вильоти.
За роки війни чисельність особового складу полку зросла зі 112 до 190 осіб, а кількість бойових машин — від 20 до 45 літаків. Полк завершив свій бойовий шлях, маючи 36 бойових літаків.
За час своєї бойової діяльності льотчиці полку здійснили 23672 бойових вильоти, скинули на ворога 2902980 кг бомбового вантажу і 26000 ампул з горючою рідиною. За неповними даними на бойовому рахунку полку 17 знищених і пошкоджених переправ, 9 залізничних ешелонів, 2 залізничні станції, 46 складів з боєприпасами та пальним, 12 цистерн з пальним, 1 літак, 2 баржі, 76 автомашин, 86 вогневих точок, 11 прожекторів. У розташуванні ворога було викликано 811 пожеж, 1092 вибухи великої сили. Оточеним радянським військам льотчиці скинули 155 мішків з боєприпасами та продовольством. Літаки полку напрацювали 28 676 годин у повітрі.
15 жовтня 1945 року полк був розформований, а більшість дівчат — демобілізовані.

## Керівництво полку
- Командир полку:

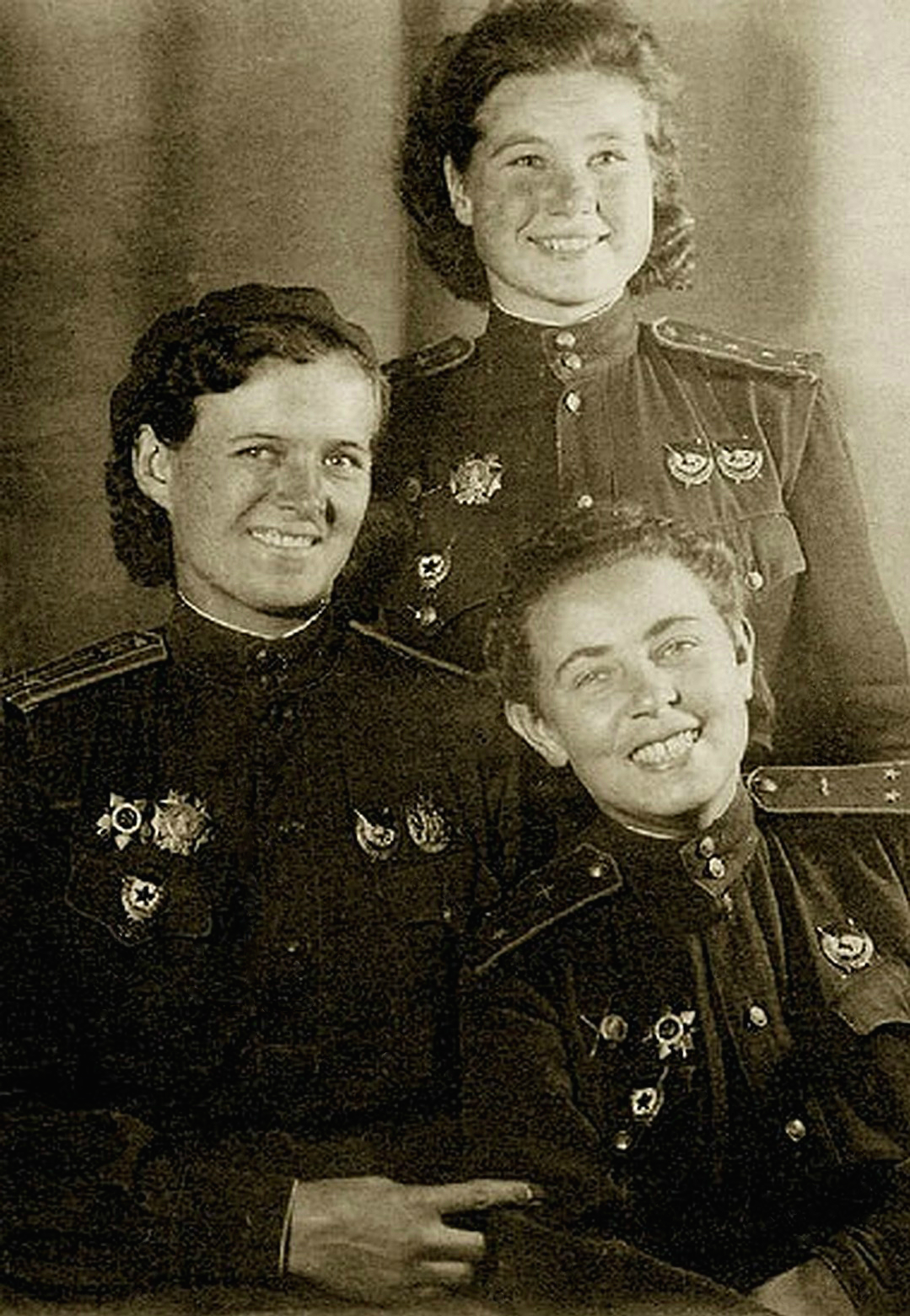
Євдокія Бершанська (зліва), Марія Смирнова (стоїть) і Поліна Гельман

  - Бершанська Євдокія Давидівна, капітан, гвардії майор, гвардії підполковник (з 02.12.1941 до кінця війни)
- Військовий комісар, заступник командира з політичної частини:
  - Рачкевич Євдокія Яківна, батальйонний комісар, гвардії майор (з жовтня 1941 до кінця війни)
- Заступник командира з льотної частини:
  - Амосова Серафима Тарасівна, гвардії капітан, гвардії майор (з грудня 1942 до кінця війни)
- Начальник штабу полку:
  - Фортус Марія Олександрівна (жовтень 1941 — лютий 1942)
  - Ракобольська Ірина В'ячеславівна, лейтенант, старший лейтенант, гвардії капітан, гвардії майор (з лютого 1942 до кінця війни)

## Нагороди й почесні звання
- Почесна назва Таманський — Наказ ВГК СРСР від 09.10.1943 року — за відзнаку в боях за визволення Таманського півострова.
- Орден Червоного Прапора — Указ Президії Верховної Ради СРСР від 24.04.1944 року — за участь у визволенні Феодосії.
- Орден Суворова III ступеня — за визволення Білорусі.

## Героїні полку

### Герой Радянського Союзу
1. Аронова Раїса Єрмолаївна — гвардії лейтенант (Указ ПВР СРСР від 15.05.1946)
2. Білик Віра Лук'янівна — гвардії лейтенант (Указ ПВР СРСР від 23.02.1945, посмертно)
3. Гашева Руфіна Сергіївна — гвардії старший лейтенант (Указ ПВР СРСР від 23.02.1945)
4. Гельман Поліна Володимирівна — гвардії старший лейтенант (Указ ПВР СРСР від 15.05.1946)
5. Жигуленко Євгенія Андріївна — гвардії лейтенант (Указ ПВР СРСР від 23.02.1945)
6. Розанова Лариса Миколаївна — гвардії капітан (Указ ПВР СРСР від 23.02.1948)
7. Макарова Тетяна Петрівна — гвардії лейтенант (Указ ПВР СРСР від 23.02.1945, посмертно)
8. Меклін Наталія Федорівна — гвардії старший лейтенант (Указ ПВР СРСР від 23.02.1945)
9. Нікуліна Євдокія Андріївна — гвардії капітан (Указ ПВР СРСР від 26.10.1944)
10. Носаль Євдокія Іванівна — гвардії лейтенант (Указ ПВР СРСР від 24.05.1943, посмертно)
11. Парфенова Зоя Іванівна — гвардії старший лейтенант (Указ ПВР СРСР від 18.08.1945)
12. Пасько Євдокія Борисівна — гвардії старший лейтенант (Указ ПВР СРСР від 26.10.1944)
13. Попова Надія Василівна — гвардії капітан (Указ ПВР СРСР від 23.02.1945)
14. Распопова Ніна Максимівна — гвардії старший лейтенант (Указ ПВР СРСР від 15.05.1946)
15. Руднєва Євгенія Максимівна — гвардії старший лейтенант (Указ ПВР СРСР від 26.10.1944, посмертно)
16. Рябова Катерина Василівна — гвардії старший лейтенант (Указ ПВР СРСР від 23.02.1945)
17. Санфірова Ольга Олександрівна — гвардії капітан (Указ ПВР СРСР від 23.02.1945, посмертно)
18. Себрова Ірина Федорівна — гвардії старший лейтенант (Указ ПВР СРСР від 23.02.1945)
19. Смирнова Марія Василівна — гвардії капітан (Указ ПВР СРСР від 26.10.1944)
20. Сиртланова Магуба Гусейнівна — гвардії старший лейтенант (Указ ПВР СРСР від 15.05.1946)
21. Ульяненко Ніна Захарівна — гвардії лейтенант (Указ ПВР СРСР від 18.08.1945)
22. Худякова Антоніна Федорівна — гвардії старший лейтенант (Указ ПВР СРСР від 15.05.1946)
23. Чечньова Марина Павлівна — гвардії капітан (Указ ПВР СРСР від 15.05.1946)

### Герой Російської Федерації
1. Акімова Олександра Федорівна — гвардії старший лейтенант (Указ Президента РФ від 31.12.1994)
2. Сумарокова Тетяна Миколаївна — гвардії старший лейтенант (Указ Президента РФ від 11.10.1995)

### Герой Казахстану
1. Доспанова Хіуаз Каїрівна — гвардії старший лейтенант (Указ Президента РК від 07.12.2004)

## Полк у мистецтві

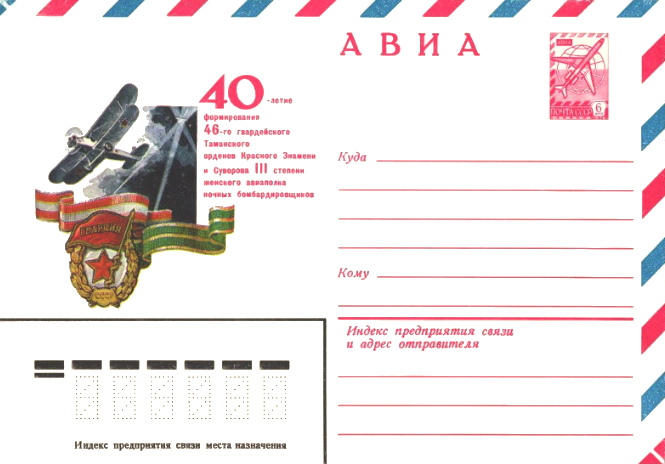
Поштовий конверт до 40-річчя формування полку. 1982 рік.

- Шведський павер-метал гурт Sabaton присвятив полку пісню «Night Witches» з альбому «Heroes».

- У небі «нічні відьми» — художній фільм про полк.